# 泰那·開普奇
泰那·亞歷山大·開普奇（1987年6月19日—），生於加拿大溫哥華，加拿大籃球運動員，擔任控球後衛，為前加拿大國家籃球隊成員，被譽為香港籃球聯賽史上最佳外援，現效力於香港甲一組籃球聯賽球隊永倫。

## 籃球生涯
泰那生於加拿大溫哥華，小時候是最愛踢足球的，當前鋒的他偶像更是球王C朗拿度，反而籃球才是他兒時最不拿手的運動，後來泰那赴美國猶他大學，在2008年爲加拿大出戰北京奧運外圍賽，他於2009年代表美國猶他大學，打進美國大學男子籃球聯賽(NCAA)的64強，可惜首圈不敵亞利桑那州立大學。同年，泰那在NBA選秀中落選，然而他仍與當時效力邁阿密熱火的祖爾安東尼，合力為國家出戰美洲籃球錦標賽，並打進4強。大學畢業後，泰那轉戰德國籃球甲組聯賽比賽4年。
2013年，泰那為了探訪從小教他打籃球的教練朋友，特意來到香港，繼而獲得籃球以外的機會，令他認為是時候作出改變，因而決定定居香港，甚少在公開場合露面，直至泰那在港參與了一個消遣性質的籃球聯賽，進行了幾星期後收到來自永倫的電話邀請加盟，觀看了幾場本地聯賽後，便決定重返球場，泰那在「adidas街頭籃球賽2013」技驚四座，雖然衞冕失敗，但多位甲一球員均以「神級」來形容泰那。2014年3月11日，首次代表永倫上陣的泰那即在高級組銀牌賽貢獻全場最高33分，協助球隊以106–35擊敗超敏。2015年7月28日，泰那最引人矚目的便是2015年香港甲一籃球聯賽總決賽，永倫對南華的冠軍衛冕戰，由於兩隊球隊實力難分伯仲，總決賽直至最後一場，南華一直領先，至比賽末段，南華與永倫比分仍爲 75–68，雖然永倫在大部分時間落後，但王牌泰那卻沒有氣餒，上半場爲球隊攻入超過一半分數的26分。下半場泰那越戰越勇，多次切入上籃得分並取得罰球，連投帶罰，將比數追和75–75。最後永倫得以82–78 反勝南華，泰那成功帶領球隊反敗爲勝，衛冕冠軍。而他全場攻入46分，成爲賽事的最有價值籃球員(MVP)。
2023年，泰那在居港滿7年後，轉為本土球員身份繼續效力永倫。

## 球場以外
泰那曾被指貌似「體操男神」阮馬素，家住中環的他亦常流連中式餐館，自言最愛點心與小籠包。除了在香港發展籃球事業，泰那更希望以籃球推動慈善工作。在2013年夏天與拍檔（Michael）以赤柱為基地，成立籃球學校「FLIGHT Basketball Academy」，培育本地籃球小將，他的籃球學院更多次與慈善團體合作，希望透過籃球造福香港社會。

## 外部連結
- 泰那·開普奇在fiba.basketball（英语）
- 泰那·開普奇在archive.fiba.com（存檔）（英语）
- 泰那·開普奇在Sports-Reference.com（NCAA）（英语）
- 泰那·開普奇在Eurobasket.com（球員）（英语）
- 泰那·開普奇在Proballers（英语）
- 泰那·開普奇在RealGM（英语）